# Церковь Рождества Богородицы (Дединово)
Церковь Рождества Богородицы — православный храм Русской православной церкви, расположенный в центре села Дединово Луховицкого городского округа. Образует храмовый комплекс с Воскресенской церковью. Построена в конце XVII века. Объект культурного наследия регионального значения.

## История
Зимняя церковь сооружена в конце XVII века (по стилю близка к московским церквям 1680-х гг.). В 1930-х гг. церковь закрыта, снесены венчания, в 1950-х гг. сооружена пристройка для строительного цеха колхоза, в 1960-х гг. снесены ограда и отдельно стоявшая шатровая колокольня. В 2003 году зарегистрирован приход церкви. В 2014 году помещение освобождено от колхозных служб, но реставрация не проводилась.

## Архитектура
Здание представляет собой одноглавый бесстолпный четверик основного объёма, двустолпную трапезную с двумя приделами и западную паперть, первоначально — открытую галерею. Гладкие стены храма венчает сложный кирпичный карниз и парапет из мелких кокошников. Под штукатуркой сохраняются остатки фигурных наличников. Большинство окон растёсаны или перебиты заново. Вместо трёх пролётов из трапезной в храм сооружена крупная арка. Росписи и иконостас утрачены.